# لی کوپر (بازیکن فوتبال)
لی کوپر (انگلیسی: Leigh Cooper؛ زادهٔ ۷ مهٔ ۱۹۶۱) بازیکن فوتبال اهل بریتانیا است.
از باشگاه‌هایی که در آن بازی کرده‌است می‌توان به باشگاه فوتبال ترورو سیتی و باشگاه فوتبال پلیموث آرگیل اشاره کرد.